# Kagera (regio)
Kagera is een regio in het noordwesten van Tanzania aan de zuidwestelijke oever van het Victoriameer. De regio is ruim 28.000 vierkante kilometer groot en telde in 2012 bijna 2,5 miljoen inwoners. De hoofdstad van de regio is Bukoba. De regio is genoemd naar de rivier de Kagera, die de grens met Rwanda en een deel met die van Oeganda vormt en even ten noorden van de regio in het Victoriameer uitmondt. Tot 1981 heette Kagera West Lake Region.

## Grenzen
Als grensregio grenst Kagera aan drie buurlanden van Tanzania:
- De regio's Western en Central van Oeganda in het noorden.
- De provincie Muyinga van Burundi in het zuidwesten.
- De provincie Est van Rwanda in het westen.

Daarnaast grenst Kagera in het zuiden aan de regio's Geita en Kigoma en, langs grenzen door het Victoriameer, aan de regio's Mwanza en Mara.

## Districten
De regio is onderverdeeld in acht districten:
- Biharamulo
- Landelijk Bukoba
- Bukoba Stad
- Karagwe

- Kyerwa
- Missenyi
- Muleba
- Ngara